# Залізне полум'я
«Залізне полум’я» — новий фентезійний роман для дорослих американської письменниці Ребекки Яррос 2023 року. Це друга книга серії Емпіреї, запланованої серії з п’яти книг.

## Передісторія
Друга частина серії Емпіреї вийшла 7 листопада 2023 року. Сюжет продовжується там, де закінчилася перша книга. Вайолет має використати здібності, яких вона набула у військовому коледжі Басгіату, і досягти своєї справжньої сили, хоча віцекомандувач має намір показати їй, наскільки вона насправді слабка.

## Сюжет
Сюжет зосереджується на Вайолет Сорренгейл, 20-річній студентці, яка навчається у військовому коледжі Басгіат і прагне стати вмілим драконячим вершником. Попри фізичні труднощі, непохитна рішучість і гострий інтелект Вайолет зробили її нездоланною героїнею. Історія розгортається, коли Вайолет намагається вижити попри суворий режим навчання у військовому коледжі. Розповідь змінюється з представленням нового віцекомандувача, мета якого полягає в тому, аби продемонструвати Вайолет її безсилля, тиснучи на межі її витривалості та вірності. Яррос створює розповідь, яка переплітається з темами сили, любові та прихованої істини, розвиваючись до одкровення, яке може змінити долю військового коледжу Басгіат та його мешканців.

## Сприйняття
У день виходу книга отримала широке визнання, розійшовшися тиражем понад півмільйона примірників. Залізне полум'я викликало значний резонанс в Інтернеті та офлайн: 200 магазинів Barnes & Noble по всій території США організовували вечірки з приводу випуску книги опівночі, включно з помітною подією в Нью-Йорку, на якій була присутня і сама Яррос. На додаток до цих офіційних зустрічей, незалежні книгарні влаштували власні святкування, на які швидко закінчилися квитки через високий попит.
Після виходу багато читачів звернули увагу на те, що їхні примірники «Залізного полум’я» мали різноманітні друкарські помилки. Серед них були корінці з написом «Четверте крило» замість «Залізного полум’я» та обкладинки з назвою та іменем автора, надрукованими догори ногами. Інші читачі сказали, що всередині книги є сторінки, надруковані неправильно. Видавництво Entangled погодилося обміняти книги з помилками.
У листопаді 2023 року «Залізне полум’я» посіла перше місце серед національних бестселерів фантастики за версією Publishers Weekly.